# Wilhelm Grube
Wilhelm Grube (Szentpétervár, 1855. augusztus 17. – Halensee, 1908. július 2.; kínai neve pinjin hangsúlyjelekkel: Gé Lùbó; magyar népszerű: Ko Lu-po; kínaiul: 葛祿博) német orientalista, sinológus, etnográfus.

## Élete és munkássága
A Szentpéterváron 1855-ben született Grube 1874-től 1878-ig a Szentpétervári Egyetemen kínait, mandzsut, mongolt és klasszikus tibetit tanult Franz Anton Schiefnertől. 1878-ban áttelepült Németországba és a Lipcsei Egyetemen folytatta tanulmányait Georg von der Gabelentznél. 1880-ban szerzett doktori fokozatot, s a rákövetkező évben tibeti nyelvtant tanított, bár rendes tanári kinevezést nem kapott. 1883-ban elfogadta a Berlini Néprajzi Múzeum asszisztensi állását, és a Berlini Egyetemen is kapott egy fiatal tanári státuszt. Ez utóbbi helyen 1883-ban kinevezték professzorrá. 1897-ben feleségével együtt Kínába utazott, ahol 1899-ig a berlini múzeum gyűjteményét gyarapítandó tárgyakat szerzett be.
Grube nyelvészeti, orientalisztika érdeme, hogy addig egyáltalán, vagy csak érintőlegesen vizsgált kis nyelvekkel kapcsolatban végezett úttörőnek számító kutatásokat. Ilyen az Amur vidékén élő giljákok nyelve, és az egykor Mandzsúriában beszélt, mára kihalt dzürcsi.
Nyelvészeti kutatásai mellett jelentősek a sinológia terén elért eredményei is. Több fontos, és kiváló írását publikálta a kínai filozófia, vallás és mitológia tárgykörben. Csak halála után jelent meg a Ming-kori mitológiai regény, Az istenek birtokba helyezésének (Feng-sen jen-ji) német fordítása.

## Főbb művei
- 1881. Die Sprachgeschichtliche Stellung des Chinesischen. T. O. Weigel.
- 1892. Linguistische Ergebnisse 1: Giljakisches Wörterverzeichniss nebst Grammatischen Bemerkungen. Part 1 of Leopold von Schrenck (ed.), Die Völker des Amur-Landes.
- 1896. Taoistischer Schöpfungsmythus. Reimer.
- 1896. Die Sprache und Schrift der Jučen. Leipzig: Otto Harrassowitz.
- 1898. "Pekinger Totenbräuche"; Journal of the Peking Oriental Society Vol. IV: 79–141.
- 1900. Linguistische Ergebnisse 2: Goldisch-deutsches Wörterverzeichnis. Part 2 of Leopold von Schrenck (ed.), Die Völker des Amur-Landes.
- 1901. Zur Pekinger Volkskunde. Volume 7 of Veröffentlichungen aus dem Königlichen Museum für Völkerkunde. Berlin: W. Spemann.
- 1902. Geschichte der Chinesischen Litteratur; Volume 8 of Litteraturen des Ostens in Einzeldarstellungen. Leipzig: C. F. Amelangs.
- 1908–1909. Die Religion der Alten Chinesen. In Religionsgeschichtliches Lesebuch. Tübingen: J. C. B. Mohr.
- 1909. Die chinesische Philosophie.
- 1910. Religion und Kultus der Chinesen. Leipzig: R. Haupt.
- 1912. Herbert Muellerrel. Fêng-shên-yên-i: Die Metamorphosen der Goetter. Leiden: Brill.
- 1915. Chinesische Schattenspiele. Leipzig: Otto Harrassowitz.

## Fordítás
- Ez a szócikk részben vagy egészben  a   Wilhelm Grube című angol Wikipédia-szócikk ezen változatának fordításán alapul.  Az eredeti cikk szerkesztőit annak laptörténete sorolja fel. Ez a jelzés csupán a megfogalmazás eredetét és a szerzői jogokat jelzi, nem szolgál a cikkben szereplő információk forrásmegjelöléseként.